# Twitese
Twitese（即推特中文圈）是Twitter的第三方中文网页界面，采用PHP语言。用户上传twitese程序，对文件lib/config.php进行参数编辑后，不用访问Twitter主站即可使用Twitter的主要功能，无需占用数据库。新版增加了OAuth安全登錄方式。

## 软件环境需求
- ApacheWeb服务器
- PHP 5.2+
- curl PHP module

## 学术研究
在学术上，英文Twitese于2012年首次出现在滕彪的英文论文《Rights Defence (weiquan),Microblogs (weibo), and the Surrounding Gaze (weiguan)》，中文“推特中文圈”一词则出现於滕彪的中文论文《維權、微博與圍觀：維權運動的線上與線下》。